# Zpětná klapka

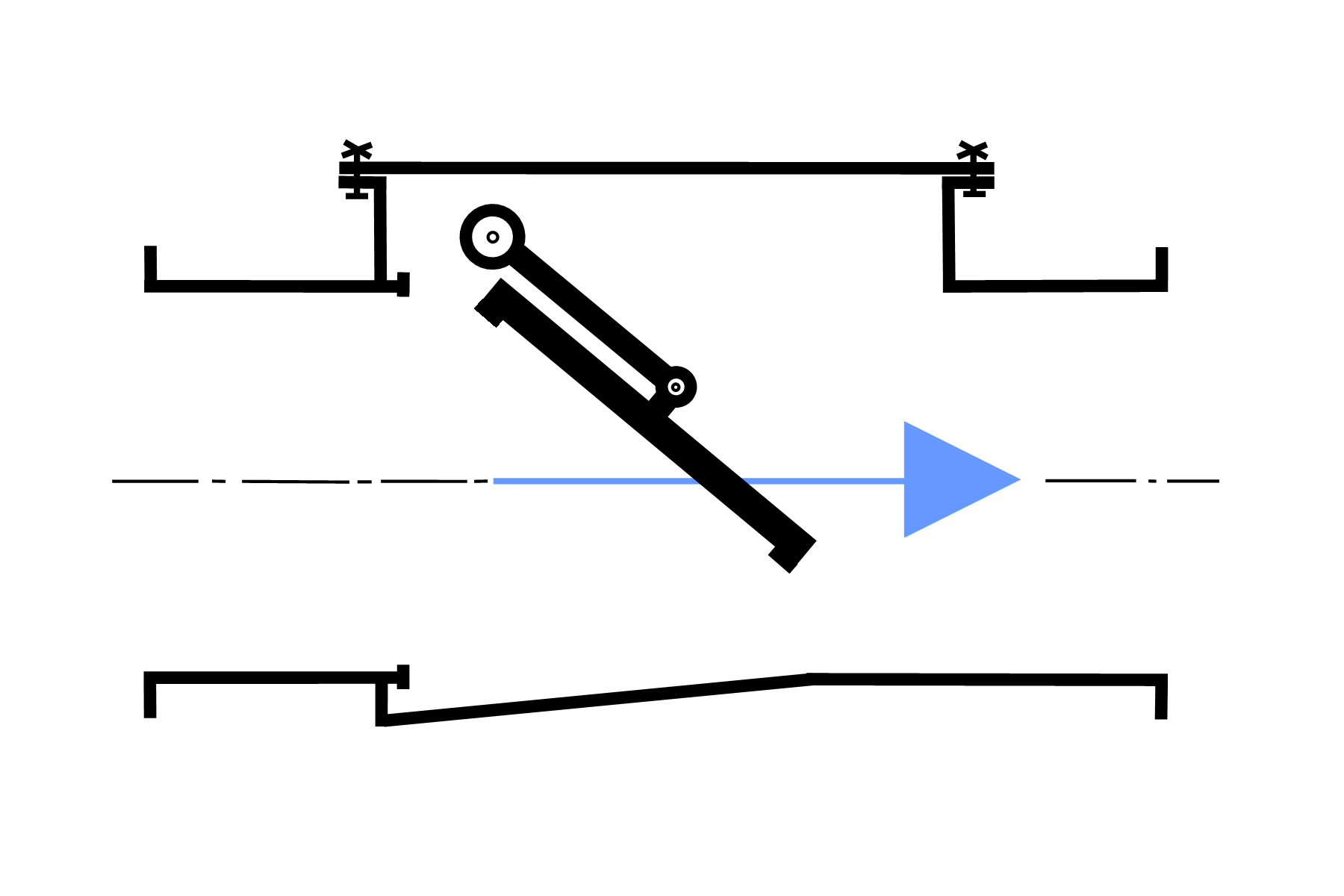
Otevřená zpětná klapka, tekutina proudí ve správném směru.

Zpětná klapka je technické zařízení, které má obdobný účel jako zpětný ventil, tedy zajišťuje průtok kapaliny či plynu jedním směrem, respektive nepřipustí průtok směrem opačným. Liší se konstrukčně. Na sedlo dosedá klapka, která je otočně ukotvena. Často neobsahuje žádnou pružinu a díky malému tření v uložení a velké vlastní ploše reaguje na směr průtoku média. Vyznačuje se menší těsností, ale také menší tlakovou ztrátou než zpětný ventil.